# رتهمنن (دهانه)
رتهمنن یک دهانه برخوردی در ماه‌ است.

## دهانه‌های اقماری
این دهانه ۱۳ دهانه اقماری دارد.
| Rothmann | عرض جغرافیایی | طول جغرافیایی | قطر          |
| -------- | ------------- | ------------- | ------------ |
| A        | ۲۹.۴° S       | ۲۷.۶° E       | ۸.۰ کیلومتر  |
| C        | ۲۸.۶° S       | ۲۵.۱° E       | ۱۹.۰ کیلومتر |
| B        | ۳۱.۸° S       | ۲۸.۴° E       | ۲۱.۰ کیلومتر |
| E        | ۳۲.۹° S       | ۲۹.۲° E       | ۱۰.۰ کیلومتر |
| D        | ۲۸.۹° S       | ۲۲.۸° E       | ۱۴.۰ کیلومتر |
| G        | ۲۸.۴° S       | ۲۴.۳° E       | ۹۲.۰ کیلومتر |
| F        | ۲۹.۱° S       | ۲۸.۰° E       | ۷.۰ کیلومتر  |
| H        | ۲۹.۱° S       | ۲۵.۴° E       | ۱۱.۰ کیلومتر |
| K        | ۲۸.۸° S       | ۲۴.۴° E       | ۶.۰ کیلومتر  |
| J        | ۲۹.۳° S       | ۲۵.۷° E       | ۸.۰ کیلومتر  |
| M        | ۳۱.۲° S       | ۲۹.۸° E       | ۱۶.۰ کیلومتر |
| L        | ۲۹.۲° S       | ۲۸.۷° E       | ۱۴.۰ کیلومتر |
| W        | ۳۰.۸° S       | ۲۶.۶° E       | ۱۱.۰ کیلومتر |